# Catena delle Tre Croci
La catena delle Tre Croci è un gruppo montuoso appartenente alle Piccole Dolomiti. Si estende dalla sella del Campetto fino al passo delle Tre Croci o della Lora.

## Caratteristiche
La catena forma la parte sud-orientale delle Piccole Dolomiti, confina ad ovest con i monti Lessini e la val d'Illasi, a est con la valle dell'Agno, a sud con le colline vicentine.
Caratterizzata da un versante occidentale piuttosto impervio, presenta numerose cime di varie altitudini. La vetta più elevata è il monte Zevola (1.976 m) situato per la maggior parte nel comune di Crespadoro. L'unico attraversamento agevole è il passo Ristele (oltre al passo della Lora), usato in tempi remoti per le comunicazioni fra la zona di Recoaro e l'altopiano veronese dei Tredici Comuni.
Sul versante della valle dell'Agno del monte Campetto è stata ricavata una pista da sci.

## Classificazione
Secondo la SOIUSA la Catena delle Tre Croci è un gruppo alpino con la seguente classificazione:
- Grande parte = Alpi Orientali
- Grande settore = Alpi Sud-orientali
- Sezione = Prealpi Venete
- Sottosezione = Prealpi Vicentine
- Supergruppi = Piccole Dolomiti
- Gruppo = Catena delle Tre Croci
- Codice = II/C-32.I-B.7

## Principali vette
- Monte Zevola - 1.976 m
- Cima Tre Croci - 1.939 m
- Monte Gramolon - 1.814 m
- Cima di Lobbia - 1.676 m
- Cima Marana - 1.554 m